# Rado Carlo Poggi
Rado Carlo Poggi (* 20. November 1974 in Regensburg, Deutschland) ist ein Autor, Produzent, Ausstellungskurator und kulturpolitischer Berater.

## Leben
Nach seinen Studien der Wirtschaftswissenschaften an der Fachhochschule Regensburg und seinem Studium der Politikwissenschaften an der Universität Regensburg, suchte er seinen Weg in philanthropischeren Bereichen. Seit dem Jahr 2000 initiierte er kulturpolitische Projekte und arbeitete bei Publikationen und Ausstellungen mit.
Mit der Unterstützung seiner Mentoren u. a. Manfred Schneckenburger, Laszlo Glozer, Helmut Schneider, Elmar Zorn und Jan Hoet, arbeitet er bis 2009 ortsungebunden an innovativen Projekten im Zusammenhang mit politisch und sozial engagierter Kunst. Neben dem internationalen Ausstellungsprojekt necessary discourse on hysteria, 2008 in Slovenj Gradec in Slowenien, hat dies zur Eröffnung des Flatz-Museums in Dornbirn geführt.
Mit der Gründung des Kunstvereines raum AU, Slovenj Gradec, Ende 2009, in dem er die ihn prägende künstlerische Bewegung „Arte Utile“ (AU) seines Vaters als Ausgangspunkt für die Wiederbelebung zivilen, kulturellen Engagements einer breiten Bevölkerung organisiert, wurde er als Kurator, Kulturmanager und kulturpolitischer Aktivist im slowenischen Kunstbetrieb bekannt.
Seine beratende Tätigkeit ab 2010 für die Politik drehen sich um Fragen von Innovation, die Arbeit mit der Öffentlichkeit, die Beratung in Fragen von strategischen, interkulturellen Partnerschaften sowie das Bilden und Arbeiten mit und innerhalb von Netzwerken. Bei der Modernisierung von Strukturen des klassischen Kunstbetriebs trägt er ökonomische Aspekte bei.

## Buchpublikationen (Auswahl)
Seine Publikationen zeigen ihn auf europäischer Ebene als Persönlichkeit des engagierten Kunstbetriebs:
- Contrada Priore: Nährboden AU – 1995 bis ..., ISBN 978-961-92775-0-8
- ART goes CITY: Jean Toche, ISBN 978-961-92775-1-5
- ART goes CITY: Costantino Ciervo, ISBN 978-961-92775-2-2
- ART goes CITY: Ivana Spinelli, ISBN 978-961-92775-3-9
- Procesi: o bistvu kultivirane družbe = Prozesse: Über die Kür einer kultivierten Gesellschaft, ISBN 978-961-92775-4-6
- Without the blueness of the sky its not the same... Monomentivivi, Retrospektive 1962–2000, ISBN 961-91463-0-1
- Live for tomorrow / European Creative Camp 016 29. August – 11. September, 2016, Rettenbach, ISBN 978-961-92775-5-3
- My future Europe – Europe my future, 2018, ISBN 978-961-92775-6-0
- Der Markt als irritierende Komponente menschlicher Entwicklung. In: Kultur schafft sich ab (Essaysammlung, IG Kultur Österreich, ISSN 1818-1694)
- Živeti ustvarjalno(st) MOSG 2019-2021, ISBN 978-961-92775-7-7

## Texte (Auswahl)
- Ohne Titel. in: Der Ausreisser, Ausgabe 69, März–April 2016 (Prosa, deutsch)
- Das Dilemma der guten Idee. In: Der Ausreisser, Ausgabe 66, Sept.–Okt. 2015 (Essay, deutsch)
- Refugees welcome! – Weil der Mensch vor allem anderen kommt! In: Der Ausreisser, Ausgabe 67, Nov.–Dez. 2015 (Essay, deutsch)
- Šest let strukturiranega dela v slovenjgraški alternativni kulturi In: koroskenovice.si, oct 2017 (Zeitungsbeitrag - retrospektive, slowenisch)